# とやまアルペン乳業
とやまアルペン乳業株式会社（とやまあるぺんにゅうぎょう）は、富山県富山市林崎町にある乳製品のメーカーである。旧富山牛乳株式会社。全国乳業協同組合および富山県牛乳事業共同組合に加入。

## 概要
主に富山県下に販売網を有する企業である。乳製品を直売所を通じての販売の他、富山県内の学校給食、官公庁や病院、アルビスやCO-OPなどの小売店に納入している。
「モーモーちゃん」という牛のキャラクターをパッケージに使用している。

## 沿革
- 1951年（昭和26年）11月 - 「富山牛乳株式会社」として創業（瓶入り牛乳がメイン）
- 1999年（平成11年） - 社名を「とやまアルペン乳業株式会社」に変更（パック牛乳をメインとする）
- 2004年（平成16年） - 厚生労働省よりHACCP認証を受ける

## 主な製品
- 生協牛乳
- カウヒー（コーヒ牛乳）
- モーモーちゃんのとやまのプリン